# Hôpital du Suroît
L'Hôpital du Suroît, fondé en 1904, est un centre hospitalier régional situé à Salaberry-de-Valleyfield, dans la région de la Montérégie au Québec. Il relève du Centre intégré de santé et de services sociaux de la Montérégie-Ouest (CISSSMO).

## Historique
Le notaire Zéphirin Boyer amorce en 1882 des démarches en vue de la construction d'un premier hôpital à Salaberry-de-Valleyfield. Il adresse une requête à l'évêque de Montréal, qui répond en 1884 en envoyant un groupe de quatre religieuses de la congrégation des sœurs de la Providence.
M. Boyer fait don d'un terrain situé à l'angle de la rue de la Fabrique et de la rue de l'Église pour y bâtir le futur hôpital. En l'absence de bâtiment, les religieuses sont d'abord logées dans une maison sur ce même terrain, d'où elles commencent à offrir des soins à domicile aux personnes infirmes, tout en venant en aide aux personnes démunies et en prenant en charge les filles orphelines.
En 1889, elles sont relocalisées dans un nouveau bâtiment érigé sur le terrain donné par M. Boyer. L'établissement prend le nom d'Hospice Saint-Vincent-de-Paul, en hommage au saint patron de la congrégation. Aujourd'hui, le bâtiment a été reconverti en résidence pour personnes âgées autonomes.

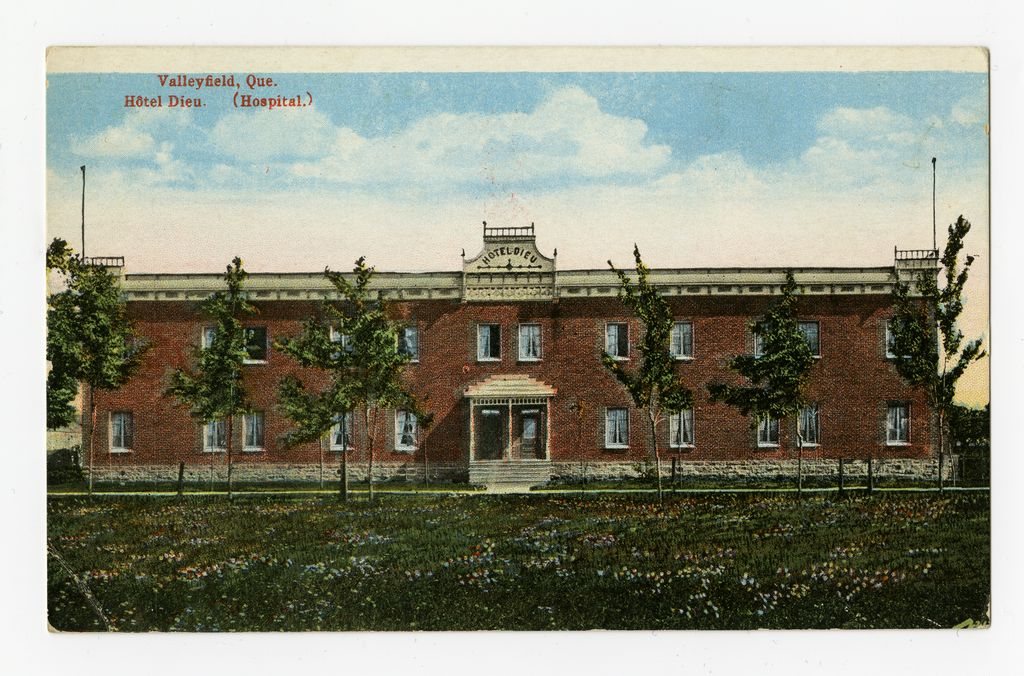
Carte postale de l’Hôtel-Dieu de Valleyfield montrant le premier bâtiment, en service de 1904 à 1933.

À l'initiative de Monseigneur Joseph-Médard Émard, un deuxième groupe de religieuses arrive en 1904 afin de prendre en charge un nouvel hôpital. L'établissement est installé dans l'ancien bâtiment d'un petit séminaire récemment inoccupé, situé sur la rue Salaberry. Dans cet espace, l'Hôtel-Dieu est officiellement fondé le 12 septembre 1904, avec une capacité de dix lits. Il est alors placé sous la direction de la supérieure de l'Hospice Saint-Vincent-de-Paul,,. 

### Le pavillon Émilie-Gamelin
Devant des besoins croissants entraînant des refus d’hospitalisation en raison d’une capacité atteinte, la congrégation prend la décision de construire un nouvel édifice plutôt que d’agrandir les installations existantes. Le coût du projet est estimé à 500 000 $,.
Le projet est élaboré en 1931 par les architectes Joseph Dalbé Viau et Louis-Alphonse Venne, de la firme montréalaise Viau et Venne. Les travaux de construction débutent en 1932, sur le même terrain, juste à l’arrière de l’hôpital existant.  

Les patients et le personnel intègrent la nouvelle structure en janvier 1933, qui compte alors 157 lits. L’inauguration officielle a lieu le 23 juillet 1933, et le pavillon est nommé en hommage à Émilie Gamelin, fondatrice de la congrégation des Sœurs de la Providence de Montréal,. L’ancien bâtiment est transféré en février au coin des rues Salaberry et McLaren, puis reconverti en immeuble à logements multiples.

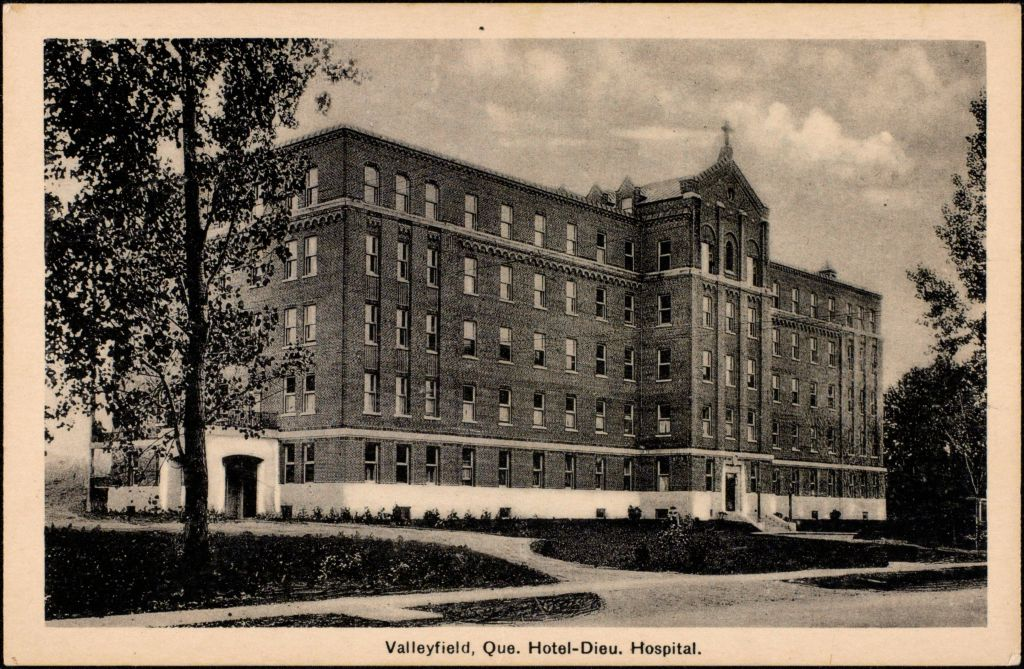
Carte postale: Hôtel-Dieu de Valleyfield, avec le pavillon Émilie-Gamelin de 1933.

### Évolution et agrandissement
Au début des années 1970, les Sœurs de la Providence cèdent la gestion de l’hôpital, qui est alors prise en charge par la nouvelle Corporation du Centre hospitalier de Valleyfield en 1973. 
Des travaux d’agrandissement sont alors envisagés. Le projet architectural du bloc A est conçu en 1974 par les architectes Marc Lafleur et Julien Perron, de Salaberry-de-Valleyfield. L’entrepreneur général était Janin Construction Ltée, tandis que l’ingénierie était assurée par la firme Gendron, Legault, Murphy et associés, toutes deux entreprises montréalaises. Le coût total de la nouvelle aile s’élève à 28,4 millions de dollars, ce qui permet d’augmenter la capacité de l’établissement à 213 lits. L’inauguration officielle a lieu le 28 mai 1982, en présence de Pierre Marc Johnson, alors ministre des Affaires sociales, de Laurent Lavigne, député de Beauharnois, de Jean-Guy Nadeau, directeur général de l’hôpital, et du Dr Jean-Claude Émard, président du conseil d’administration. À la suite de l’achèvement de cette nouvelle aile, des travaux de rénovation de l’ancien pavillon sont également envisagés.

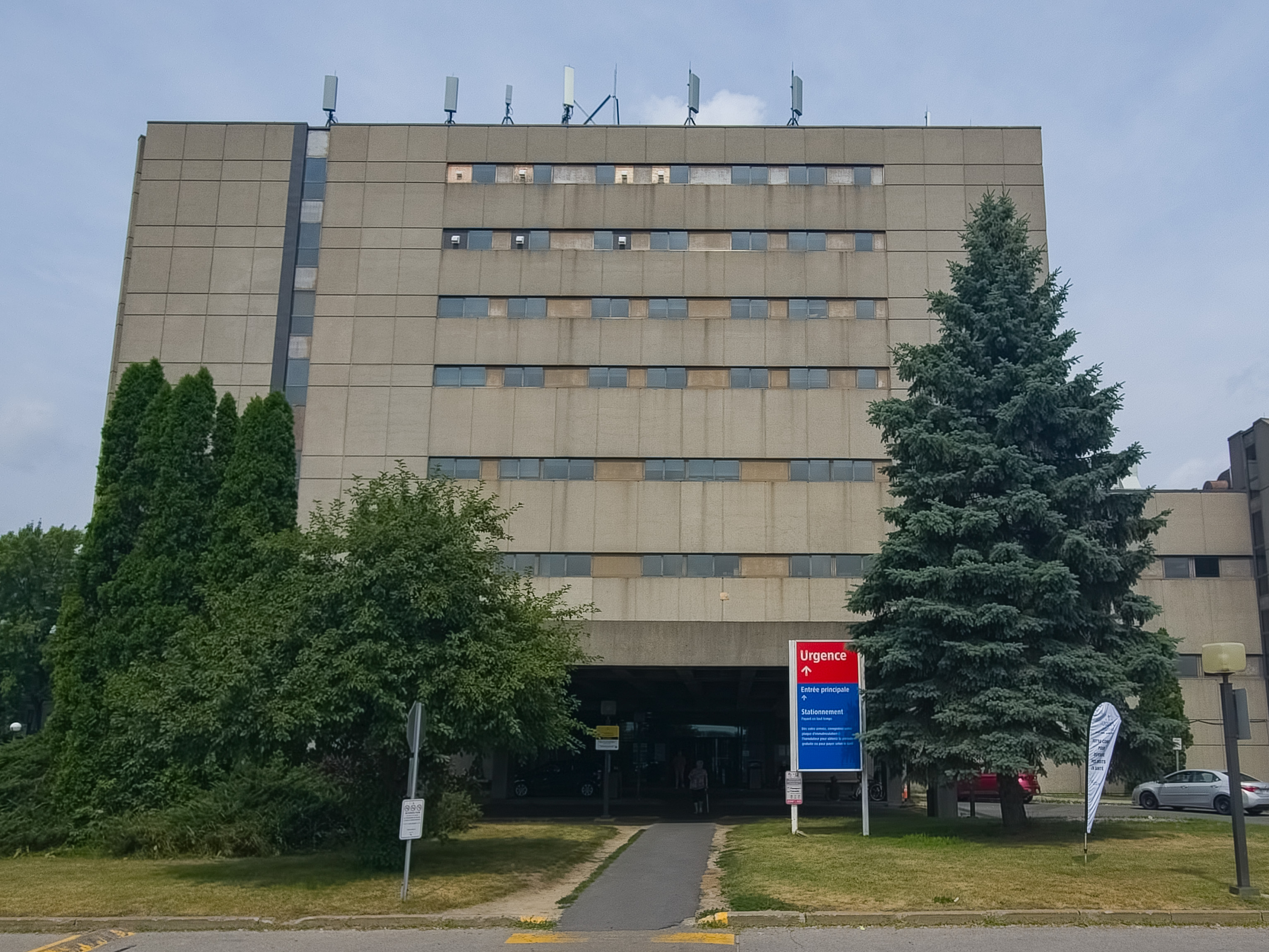
Hôpital du Suroît : vue de l’entrée principale actuelle, située dans le bloc A (nouvelle aile de 1982).

En 1988, une fondation est créée pour soutenir le Centre hospitalier de Valleyfield, avec pour mission de contribuer au bien-être des patients par l’achat d’équipements médicaux, la recherche et le développement de l’enseignement. En 1990, l'établissement devient le Centre hospitalier régional du Suroît (CHRS).
L'année 2002 marque le réaménagement du bloc opératoire, du centre Mère-enfant et de l'urgence. Deux ans plus tard, en 2004, le Centre hospitalier régional du Suroît (CHRS) devient l'Hôpital du Suroît. Les Centres de santé et de services sociaux s'implantent au Québec et l'hôpital devient donc une entité du CSSS du Suroît. En 2014, le CSSS du Suroît devient le Centre intégré de santé et de services sociaux de la Montérégie-Ouest (CISSSMO),.
En 2020, un complexe modulaire temporaire est construit en annexe au bloc A. Il permet l’ajout de 10 civières à l’urgence et de 20 lits d’hospitalisation. Bien qu’il s’agisse d’une installation temporaire, sa durée d’utilisation est estimée à environ dix ans. Ce projet, d’une valeur de 18 millions de dollars, vise à désengorger l’urgence, à améliorer la disponibilité des lits et à répondre à l’achalandage croissant, en attendant l’ouverture du futur hôpital de Vaudreuil-Soulanges.

### Histoire récente
En 2024, l'établissement ferme progressivement 59 lits d'hospitalisation, dont 23 en mai et 36 supplémentaires à partir du mois d'août, en lien avec les mesures gouvernementales visant à mettre fin au recours à la main-d'œuvre indépendante d'ici le 20 octobre. Cette réduction, attribuée à un manque de personnel infirmier, représente environ le quart des 237 lits de l'établissement,.
Les fermetures entraînent une limitation de la capacité hospitalière et un redécoupage du territoire ambulancier. Des patients de Salaberry-de-Valleyfield sont redirigés vers des hôpitaux situés à Châteauguay, Montréal ou ailleurs en Montérégie, allongeant les délais de transport. Inversement, certains secteurs auparavant desservis par d'autres établissements sont désormais réorientés vers le Suroît,.